# Ovoce stromů rajských jíme
Ovoce stromů rajských jíme (francouzsky Nous mangeons les fruits des arbres du paradis) je koprodukční československo-belgický dlouhometrážní hraný film z roku 1969. Natočila jej režisérka Věra Chytilová podle námětu scenáristky a kostýmní výtvarnice Ester Krumbachové, s níž spolupracovala na scénáři a která se pod snímkem podepsala i jako výtvarnice. Za kamerou stál manžel režisérky Jaroslav Kučera. Jedná se o obrazově vytříbené, silně stylizované podobenství s biblickou symbolikou příběhu Adama a Evy. Ústřední trojici ztvárnili Jitka Nováková, Karel Novák a Jan Schmid. Hudbou film doprovodil skladatel Zdeněk Liška. Vznikl v produkci Filmového studia Barrandov a Elisabeth Films Brusel a premiérově byl uveden 31. července 1970.

## Postavy a obsazení
| Jitka Nováková     | Eva             |
| Karel Novák        | Josef           |
| Jan Schmid         | Robert          |
| Eva Gabrielová     | žena v klobouku |
| Julius Albert      | starý muž       |
| Blanka Hušková     | mladá dívka     |
| Luděk Sobota       | muž s kyticí    |
| Jaromír Vomáčka    | strýc           |
| Alice Auspergerová | teta            |
| H. Čiháková        | blondýna        |
| H. Kocianová       | stará dáma      |
| F. Kopecký         | muž na pikniku  |
| Josef Somr         | hlas Josefa     |
| Jan Klusák         | hlas Roberta    |